# Todas las canciones hablan de mí
Pour plus de détails, voir Fiche technique et Distribution.
Todas las canciones hablan de mí est un film espagnol réalisé par Jonás Trueba, sorti en 2010.

## Synopsis
À Madrid, le jeune poète Ramiro et l'étudiante en architecture Andrea se séparent.

## Fiche technique
- Titre : Todas las canciones hablan de mí
- Réalisation : Jonás Trueba
- Scénario : Daniel Gascón et Jonás Trueba
- Musique : Perico Sambeat
- Photographie : Santiago Racaj
- Montage : Marta Velasco
- Production : Gerardo Herrero
- Société de production : Castafiore Films, Todas las canciones hablan de mí et Tornasol Films
- Pays :  Espagne
- Genre : Comédie
- Durée : 107 minutes
- Dates de sortie : 
  -  Espagne : 10 décembre 2010

## Distribution
- Oriol Vila : Ramiro
- Bárbara Lennie : Andrea
- Ramon Fontserè : Luismi
- Ángela Cremonte : Irene
- Bruno Bergonzini : Lucas
- Eloy Azorín : Nico
- Valeria Alonso : Silvia
- Daniel Castro : Gonzalo
- Miriam Giovanelli : Raquel
- Rebeca Sala : Bea
- Sabrina Praga : Vicky

## Distinctions
Le film a été nommé pour deux prix Goya.